# Bertrand Vergely
Bertrand Vergely (né en 1954,) est un philosophe et essayiste français, professeur de philosophie en classes préparatoires.

## Biographie
Bertrand Vergely est le fils de Charles Vergely, résistant dès 1940 et déporté, et de Colette Vergely, notamment connue pour avoir tenu un des derniers salons parisiens,,.
Fraîchement convertie, sa mère le fait entrer dans l’Église orthodoxe à six ans.
Ancien élève de l'École normale supérieure de Saint-Cloud et agrégé de philosophie, il se définit lui-même comme un « artisan philosophe » et s'intéresse notamment à la philosophie morale et à la théologie orthodoxe,.
En 1982 il enseigne la philosophie au lycée Saint-Exupéry de Saint-Dizier en Haute-Marne.
Il enseigne à l'Institut de théologie orthodoxe Saint-Serge et au Lycée Pothier en classe préparatoire aux grandes écoles en khâgne classique et en hypokhâgne B/L.
Il est expert auprès de l'Association progrès du management. Il publie dans le journal Atlantico.
Dans Cassirer, la Politique du juste, il développe l'effort d'Ernst Cassirer pour comprendre l'origine du totalitarisme. Celui-ci s'explique par « le renoncement à soi » et à l'humanisme, conduisant à la régression vers une fusion communautaire. La tragédie totalitaire du XXe siècle a eu lieu parce que non seulement des hommes ont renoncé à penser et ont fui dans cette régression, mais parce que des philosophes « ont renoncé à la pensée véritable en se mettant en quête, non plus de la personne humaine, mais de l'être. » Cette alternative est manifeste dès la dispute qui oppose en 1929 Cassirer à Heidegger, au sujet de l'interprétation de la Critique de la raison pure de Kant. Sur le plan politique, les deux options pour les hommes sont, soit de respecter la loi, soit de se prendre pour Dieu.
En 2010, dans son ouvrage Retour à l'émerveillement, il rappelle qu’en grandissant, l'enfant perd sa capacité d’émerveillement dans sa confrontation aux contraintes et à la dureté de l'existence. Devenu adulte, il s'oriente alors vers l’idéalisme, « une manière d’intellectualiser le rationnel, en réduisant la réalité à un concept », ou vers le matérialisme, « contre-pied triste et tragique de l’idéalisme, qui dément toute explication intellectuelle », en négligeant généralement une troisième voie, qui constitue la base de l'attitude philosophique : l’émerveillement.
En 2011, Bertrand Vergely résume ainsi sa démarche : « J’ai écrit des ouvrages dans trois directions. 1°) La vulgarisation de la philosophie et l’histoire de la philosophie. 2°) Des réflexions sur les expériences-limites de la mort, de la souffrance et du mal. 3°) Des ouvrages sur le bonheur et la foi ».
En mai 2015, à l'occasion de la sortie de son ouvrage La Tentation de l'homme-Dieu, il livre sa réflexion sur les problématiques de notre société « postmoderne ». Exprimant sa position sur la réforme des collèges, il considère que la République « va tourner le dos à ses propres valeurs », reprenant l'un des thèmes de son livre Pour une école du savoir.
Opposé au mariage civil et à son extention avec la loi sur le « mariage pour tous », il publie plusieurs articles et en 2017 un essai, Traité de résistance pour le monde qui vient, sur le sujet,. Dans un article publié dans Atlantico, il critique le projet du gouvernement Macron d'ouvrir le droit de vote et le droit au mariage aux personnes handicapées sous tutelle, en soulignant la  contradiction entre mettre une personne sous tutelle pour handicap lourd, et l’autoriser à se marier et à voter.
En 2018, dans son ouvrage Obscures lumières - La révolution interdite, il voit dans les Lumières une religion plus obscurantiste que le christianisme qu'elles ont voulu remplacer. Pour lui, la Révolution française, au lieu de supprimer la soif de pouvoir, l'a déplacée d'une expression cléricale vers une expression laïque ; elle a instauré « une idolâtrie, celle de l'homme total contrôlant la nature et l'homme par la raison humaine. Au XVIIIe siècle cette idolâtrie débouche sur la Terreur, au XIXe siècle sur le nihilisme intellectuel, au XXe siècle sur le totalitarisme ». 